# M1126裝甲運兵車
M1126裝甲運兵車（英語：M1126 Infantry Carrier Vehicle, ICV）是美國史崔克裝甲車系列的裝甲運兵車版本（衍生自加拿大的LAV-3裝甲車以及瑞士的食人魚裝甲車）。

## 概述
裝甲運兵車的主要功能為將步兵運送至戰場，並於步兵班下車後提供其火力支援。M1126是一款通常情況下為四輪驅動，但可依路況調整為八輪驅動的的裝甲戰鬥車輛；當滿載步兵及其武器裝備時，M1126的總重量約為17公噸。當於有鋪設道路的路段上行駛時，M1126可於不開啟速度調節器的情況下達到每小時100公里的最高時速；行駛於越野路段時，M1126則需速度調節器的輔助方能達到時速每小時37公里。
M1126是史崔克裝甲車最基礎的版本，並可載運一組9人小隊以及2名乘員（駕駛及車長）。

## 數位通訊系統
M1126的車長可以使用一套FBCB2（英語：Force XXI Battle Command Brigade and Below）數位通訊系統以文字信息或是地圖網路指令的方式來與僚車通訊，或是與戰鬥旅指揮部聯繫。系統上的地圖會顯示出戰場上所有車輛的位置；任一輛M1126的車長可以於地圖上標示敵軍車輛的所在位置，而其他M1126的車長亦能透過此系統看見該敵車。

## 武裝
M1126 ICV裝有一具防禦者M151遙控武器站，其上可安裝下列三種武器之任一種：一挺12.7毫米口徑M2HB重機槍、一門40毫米口徑Mk 19自動榴彈發射器或是一挺7.62×51毫米NATO M240機槍。M1126也裝有四具M6煙霧彈發射器。
美國陸軍計畫要升級M1126 ICV的武裝為一門裝載於康斯堡先進科技系統中型口徑武器遙控站（英語：Kongsberg Protech Systems' Medium Caliber Remote Weapons Station, MCRWS）上的30毫米機炮；升級後的武器系統將不會佔用乘員空間，並可以由車內裝填。根據2014年2月19日對升級後的M1126 ICV所進行的射擊測試結果表明新的30毫米機炮比起原先的M2重機槍更致命，命中率更高。另一方面，12.7毫米機槍的通常交戰距離約為600至1550公尺，但30毫米機炮卻能從2000公尺的距離外殲滅目標。
在對MCRWS系統進行一連串的測試後，美國陸軍於2015年4月22日核准了將81輛M1126 ICV升級至30毫米機炮版本的計畫；稍後30毫米機炮亦將進行升級，以便對付輕型裝甲目標。而美國陸軍亦計畫在未來的兩年內將所有M1126 ICV的武裝升級為Mk 44巨蝮二式鏈炮。